# Hata Tsutomu
Hata Tsutomu (羽田 孜 (Vũ Điền Tư)  24 tháng 8 năm 1935 – 28 tháng 8 năm 2017) là chính trị gia người Nhật giữ chức Thủ tướng Nhật Bản trong 9 tuần năm 1994. Ông là Hạ nghị sĩ đại diện khu vực 3 của Nagano. Ông đã được bầu 12 lần và nghỉ hưu vào năm 2012.

## Hình ảnh

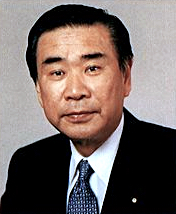
Hata năm 1994.
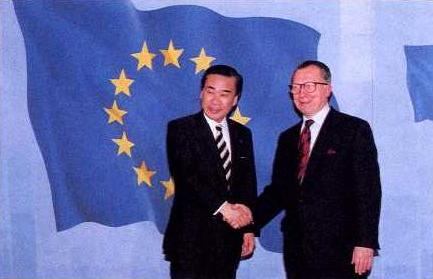
Hata và Jacques Delors năm 1994.
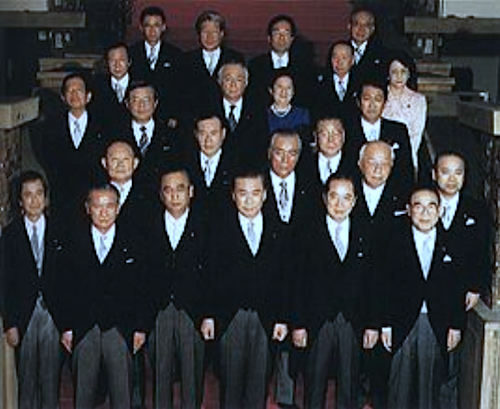
Nội các Hata.